# Стиль Людовика XV
Стиль Людовика XV (фр. Le style Louis XV) — стиль французского рококо, который в большей степени относится к декоративно-прикладному искусству и, в меньшей степени, к архитектуре вследствие атектоничности его формальных элементов и эстетической ограниченности тем, сюжетов и мотивов, связанных, в основном, с куртуазным искусством живописи, рисунка, гравюры, костюма, мебели, тканей и ювелирных изделий. Поэтому в отличие от общего понятия «рококо» наименованием «стиль Людовика XV» чаще обозначают круг тем, художников и их произведений, непосредственно связанных с жизнью королевского двора. В свою очередь стиль рококо, зародившийся во Франции при дворе короля Людовика, со временем преодолел территориальные и хронологические границы, получив развитие в Пруссии, Саксонии, Чехии и в России (елизаветинское рококо), в отдельных случаях, прежде всего во французской провинции, просуществовал до конца XVIII века, а позднее возрождался в формах неорококо в XIX и даже в начале XX века.

## История и хронология
Людовик XV, взошедший на престол в возрасте пяти лет, в 1715 году, после смерти своего прадеда Людовика XIV, был объявлен совершеннолетним на пороге своего 14-летия, в 1723 году, и тогда же прекратилось регентство его двоюродного деда Филиппа, герцога Орлеанского.
Король и, главным образом, его супруга Мария Лещинская окружили себя артистами, художниками и ремесленниками. Роскошная жизнь длилась до 1760 года — года, когда куртуазный стиль эпохи угас из-за многих печальных событий, омрачивших последние годы жизни монарха (в 1752 и 1759 годах умерли две его старшие дочери, в 1761 году скончался его внук и наследник, в 1763 году ушла из жизни его внучка, супруга будущего императора, в 1764 году скончалась его фаворитка мадам де Помпадур, покровительница многих художников и Севрской фарфоровой мануфактуры, в 1765 году умер Дофин, в 1767-м умерла Дофина, а в 1768 году ушла из жизни королева Мария Лещинская.
Стиль Людовика XV развивался во второй четверти XVIII века (примерно с 1730 по 1760 годы), но его предпосылки складывались в предыдущем стиле Регентства, а отдельные элементы продолжали использоваться в последующие эпохи. Этот стиль приходится на годы правления Людовика XV (1723—1774), при этом он только частично совпадает с длительным периодом его правления. В течение следующего периода так называемого «переходного стиля», плавные линии стиля Людовика XV постепенно начали уступать своё место величавой строгости неоклассицизма эпохи Людовика XVI.

## Эстетика мебели периода правления Людовика XV
Благодаря совершенствованию техники сборки и прочным породам дерева у мастеров появилась возможность отказаться от поперечных рёбер, облегчить каркасы и осмелиться применить изогнутые ножки типа кабриоль.
Стиль Людовика XV в интерьере и мебели
- отличается особенной лёгкостью; в отличие от оформления интерьера в стиле Людовика XIV, где обстановка должна излучать властность и внушать почтение, обстановка Людовика XV элегантна, легка и способствует не формальной торжественности, а индивидуальному комфорту.
- предметы обстановки заказывались чаще всего женщинами или выполнялись для женщин, поскольку они стали занимать важное место при дворе и их мнение имело большое значение в вопросах выбора стиля и предназначения предметов.
- комнаты становились меньшими в размерах, потолки — ниже, деревянные панели облицовки (ламбри) расписывали теплыми и мягкими тонами (розовый, кремовый, пастельные).

В этот период появились:
- выгнутые ножки — кабриоль (известные как «ножка Людовика XV»).
- впервые со времен Средневековья мы видим возвращение асимметрии.
- более внимания уделяется декору, чем практичности формы, к примеру в случае комода, бронзовые украшения переходят с одного ящика на другой чтобы зрительно скрыть границы между ними.
- мебель создается с тем расчётом, что она будет стоять в любом месте комнаты, а не только вдоль стен, как это наблюдается в Большом версальском дворце.
- контуры сидений и спинок кресел и диванов становится более изогнутыми и «обтекаемыми».

## Орнаментика и приёмы декорирования
Эпоха Людовика XV считается веком рисовальщиков и гравёров-орнаменталистов, при этом архитекторов-проектировщиков и декораторов как правило интересуют не отдельные предметы, а оформление интерьера в целом, начиная с облицовки стен панелями, штукатурки под мрамор (стукко), картин, и заканчивая мебелью и люстрами.
От деревянной мозаики или техники маркетри в мебели вначале отказывались, отдавая предпочтение естественной красоте древесины (амарант, змеиное дерево, розовое дерево и скрипичное дерево); но начиная с 1745 года мода на деревянную мозаику возвращается и мы видим изображения букетов цветов или музыкальных инструментов, красочные и тщательно выполненные.
Бронзовые накладки, как правило, выполняются искусной чеканкой с ртутным золочением и сочетаются с узором панелей «деревянного набора». Кресла и стулья тулья обивают цветистым шёлком с вышивкой, обычно с цветочными мотивами.
Мебель всё чаще покрывают защитным лаком, который доставляется с Дальнего Востока. Стремление имитировать восточные лаки вызвало появление европейских, прежде всего лаков Мартен.

## Мебель, характерная для стиля Людовика XV
Предметы обстановки содержат исключительно небольшую мебель. Выпускаются, в основном, следующие образцы:
- малые комоды с двумя выдвижными ящиками и скрытыми перекладинами;
- маленькие столики или сервировочные столики;
- кресла и стулья всех видов;
- игровые столы.

## Предметы обстановки

### Мебель, характерная для стиля Людовика XV
Предметы обстановки содержат исключительно небольшую мебель.
Выпускается, в основном, следующая мебель:
- малые комоды с двумя выдвижными ящиками и скрытыми перекладинами;
- маленькие столики или сервировочные столики;
- кресла и стулья всех видов;
- игровые столы.

- Комод типа «кабриоль»
- Секретер Короля или «Королевское бюро». 1760-1769. Ж.-Ф. Эбен по рисунку Жан-Клода Дюплесси, закончен Жан-Анри Ризенером. Версаль
- Кресло в стиле Людовика XV. Н.-К. Фолио
- Мария-Луиза Пармская перед креслом работы Н.-К. Фолио. герцогский дворец, Парма

### Мебель, появившаяся впервые
- Стулья выполняются либо с прямой и плоской спинкой, которую называли «спинка королевы», либо с вогнутой спинкой, которую называли «кабриоль», с разнообразными резными выемками
- Канапе (оттоманка)
- Бержер (глубокое кресло), подходящее для дам в платьях с панье (каркас китового уса), имеющее подушку и обитое роскошным шелком с узорами китайского орнамента и цветов
- Секретер с наклонной плоскостью, который вскоре уступит место секретеру-цилиндру
- Книжный шкаф
- Туалетный столик
- Кровать по-польски: две спинки, на которые спускаются четыре занавеси драпировки, расходящиеся по углам. Кровать по-турецки: три спинки, одна из которых прилегает к стене.

## Материалы
В каркасной мебели начинает массово использоваться дуб, и он постепенно вытесняет ель, которая использовалась в эпоху стиля Людовика XIV.
Фанеровочная обшивка становится более разнообразной, чтобы расширить гамму цветовых оттенков. Мастера отказываются от эбенового дерева, предпочитая более сверкающие и отливающие разными оттенками породы древесины: розовое дерево и скрипичное дерево (мебель, фанерованная этими двумя породами, сегодня кажется нам тусклой; причина этого только в возрасте, её первоначальный оттенок был очень выразителен), палисандр, самшит, груша (подкрашенная или естественная), слива.
Что касается стульев и кресел, зачастую их выполняли из массивных видов дерева, среди которых бук, орех, черешня и красное дерево (даже несмотря на то, что оно не подходит для стульев в силу своей ломкости). Стулья зачастую полностью окрашены или вызолочены.

## Способы изготовления и инструменты
Новые формы потребовали появления новых инструментов и оборудования: был изобретен рубанок для криволинейных поверхностей, который позволил выполнять ножки и панели с округлым контуром (это последний инструмент, изобретённый в мастерских краснодеревщиков).
Был придуман новый способ прикрепления изогнутой фанеровки, которая, между прочим, имеет изгибы в двух плоскостях и поэтому плоскую фанеровку использовать было невозможно.
В части стульев и кресел, в эту эпоху наиболее комфортной для сидения остается техника плетения, однако по эстетическим причинам зачастую предпочитали слоями набивать сидения конским волосом и шерстью молодого оленя (пружины появятся под обшивкой мебели только в начале XIX столетия).

## Столяры и краснодеревщики
Во Франции наиболее типичные для этого стиля работы принадлежат мастерам художественной мебели, среди которых Николя Эрто, Леба, Потье, Надаль, Плювине, Фолио, Клод Сене, Жан Батист Тийар, Луи Деланнуа.
Среди французских краснодеревщиков этого периода есть те, которые начали свою работу ещё в эпоху Регентства, к примеру, Шарль Крессан. Но появились и новые имена — Жак Дюбуа, Гарнье, Николя Пети, Адриен Делорм. Также во Франции в этот период работало множество иностранных мастеров, из которых наиболее известны Жан-Франсуа Эбен (автор секретера Людовика XV), B.V.R.B. (Бернард ван Ризенбург), Роже Вандеркруз (известный как Лакруа), Кемп, Баумбауэр.

## Мастера живописи
Наиболее выдающимися художниками этого периода были Жюст-Орель Мейссонье, Франсуа Буше, Жан-Батист Юэ, Жан Батист Лепренс, Пьер IV Мижон и семейство Ван Лоо: Жан Батист Ван Лоо, Луи Мишель Ван Лоо, Шарль Амедей Филипп Ван Лоо и Шарль Андре Ван Лоо. Однако перечисление деятелей искусства этого периода будет неполным без упоминания одного из главных покровителей фаворитки Короля Мадам де Помпадур.

## Примеры
- Оформление в 1735 году Овального салона Отеля Субиз работы Жермена Боффрана (1667—1754) в стиле рококо.